# Aperuit illis

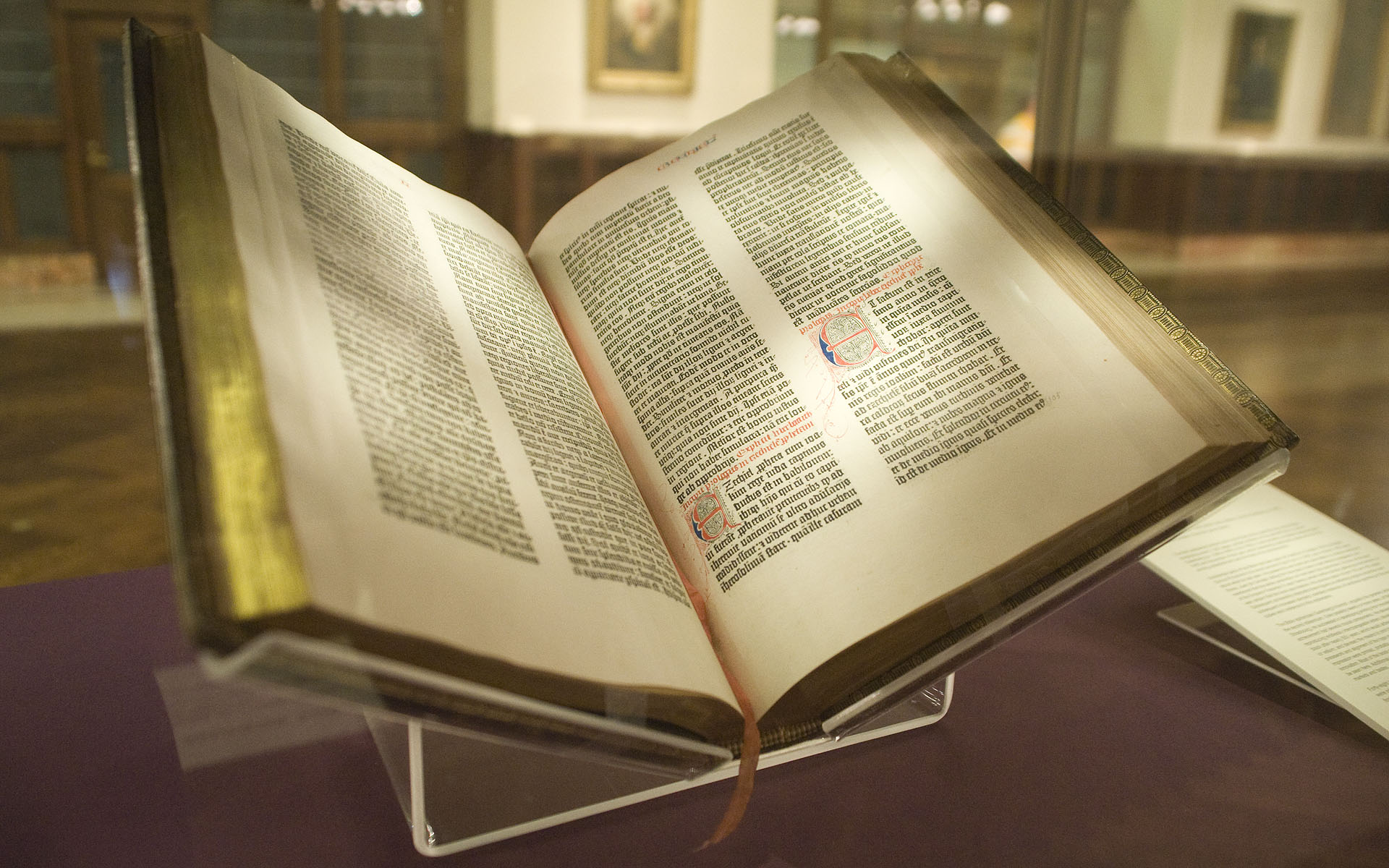
Bíblia de Gutenberg

Aperuit illis é uma Carta Apostólica, do Papa Francisco, emitida " Motu proprio " em 30 de setembro de 2019, festa de São Jerônimo, que institui a observância anual do 3º domingo do tempo comum como "Domingo da Palavra de Deus", consagrado à celebração, estudo e difusão da Palavra de Deus. O primeiro "Domingo da Palavra de Deus" ocorreu em 26 de janeiro de 2020. O Papa disse que escreveu a Carta Apostólica em resposta aos pedidos de todo o mundo para celebrar o Domingo da Palavra de Deus.

## Fundo
Em 24 de novembro de 2013, o Papa Francisco emitiu a exortação apostólica Evangelii gaudium. Uma parte significativa do capítulo três, "A Proclamação do Evangelho", é dedicada à preparação orante da homilia. Ele recomenda que os homilistas pratiquem a lectio divina. “Consiste em ler a palavra de Deus em um momento de oração e permitir que ela nos ilumine e nos renove. Essa leitura orante da Bíblia não é algo separado do estudo empreendido pelo pregador para averiguar a mensagem central do texto; pelo contrário, deve começar com esse estudo e depois prosseguir para discernir como essa mesma mensagem fala à sua própria vida."
Durante uma homilia na missa em 13 de março de 2015, o Papa Francisco declarou o Jubileu de 2016. Seguiu-se em 11 de abril de 2015 com a bula Misericordiae vultus proclamando um Jubileu Extraordinário da Misericórdia de 8 de dezembro de 2015, Festa da Imaculada Conceição, a 20 de novembro de 2016, Festa de Cristo Rei. No final do Ano Jubilar, publicou a Carta Apostólica Misericordia et misera, na qual dizia: «Desejo muito que a palavra de Deus seja cada vez mais celebrada, conhecida e difundida, para que o mistério do amor que brota desta fonte de misericórdia possa ser cada vez melhor compreendido. Como o apóstolo nos diz claramente: “Toda a Escritura é inspirada por Deus e proveitosa para ensinar, para repreender, para corrigir e para educar na justiça” (2 Timóteo 3:16).”» 

## Conteúdo

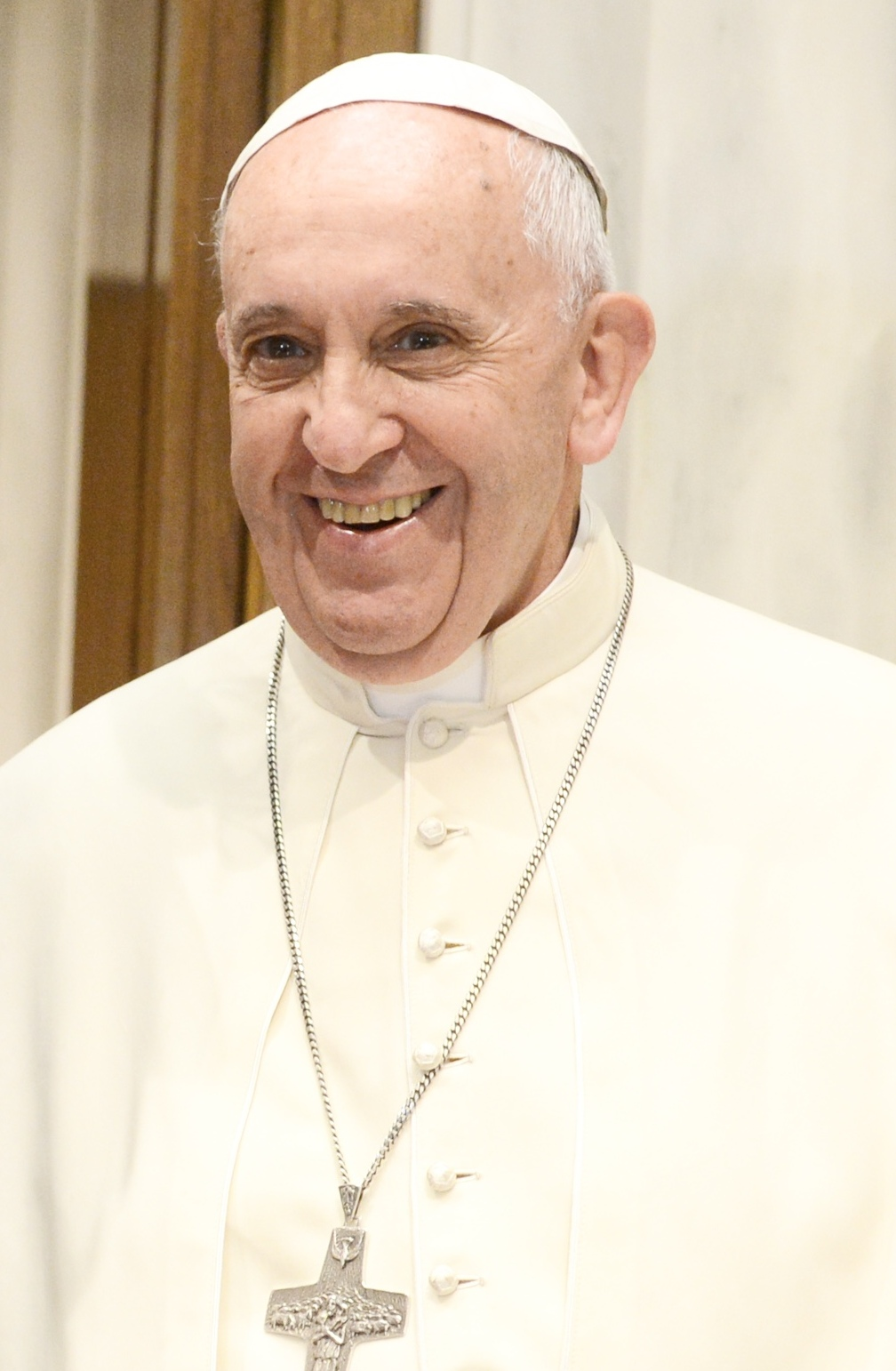
Papa Francisco (2015)

A data de janeiro da observância significa que muitas vezes ocorrerá em alguns lugares perto da Semana de Oração pela Unidade dos Cristãos e nas comemorações do Dia da Memória do Holocausto. “Este domingo da Palavra de Deus será, portanto, uma parte adequada daquela época do ano em que somos encorajados a fortalecer nossos laços com o povo judeu e a orar pela unidade dos cristãos. É mais do que uma coincidência temporal: a celebração do domingo da Palavra de Deus tem valor ecumênico, pois as Escrituras indicam, para quem escuta, o caminho para a unidade autêntica e firme.” 
O título, “Aperuit illis”, é tirado de Lucas 24:45, onde o evangelista descreve como Jesus ressuscitado apareceu a dois discípulos no caminho de Emaús, e “Ele abriu suas mentes para entender as Escrituras”.
O Papa Francisco citou a constituição dogmática Dei verbum e sua discussão sobre a importância da Escritura para a vida da Igreja (Capítulo VI). Ele também fez referência à exortação apostólica do Papa Bento XVI em 2008, Verbum Domini, que enfatizou “... em particular o caráter performativo da Palavra de Deus, especialmente no contexto da liturgia, em que seu caráter distintamente sacramental vem à tona." Embora as leituras das escrituras sejam parte integrante de cada liturgia dominical, ele sugeriu que este domingo em particular seria apropriado para a instalação formal de leitores para destacar "... a importância da proclamação da palavra de Deus na liturgia."  Ele também recomendou que os pastores considerassem instruir suas congregações na prática da lectio divina.
Francisco novamente discute a pregação da homilia, como fez antes na Evangelii gaudium, e a vê como uma oportunidade pastoral com "um caráter quase sacramental". "Aqueles de nós que são pregadores não deveriam fazer homilias longas e pedantes, ou divagar em tópicos não relacionados." 

## Resposta
A Conferência dos Bispos Católicos dos Estados Unidos emitiu um comunicado dizendo que acolheu o motu proprio: "O Santo Padre nos lembra que a Palavra de Deus é 'performativa' e que os cristãos devem se demorar e estudar a Palavra de Deus revelada nas Sagradas Escrituras."
A Conferência dos Bispos Católicos Irlandeses assinalou que o "Domingo da Palavra de Deus" não é um novo dia de festa, mas "... um dia a ser dedicado à celebração, estudo e divulgação da Palavra de Deus". Os bispos observaram que "[a] reforma do lecionário levou a que muito mais escrituras fossem proclamadas durante nossas reuniões litúrgicas e a uma maior consciência do papel da Palavra de Deus na vida de fé". A Associação Irlandesa de Padres Católicos disponibilizou um panfleto para download produzido pela primeira vez em uma paróquia há cerca de 20 anos por Pádraig McCarthy para incentivar as pessoas a ler as Escrituras. McCarthy atualizou o folheto com algumas notas introdutórias e uma lista das leituras de domingo do ano em curso.
O Motu Proprio do Papa coincide com o anúncio dos Bispos da Inglaterra e do País de Gales de um "Ano da Palavra - O Deus que Fala", que começará no primeiro domingo do Advento de 2019. Os bispos observaram que a proclamação foi emitida na festa de São Jerônimo, conhecido por sua tradução da Escritura e seus comentários sobre os Evangelhos.
O Padre Da Santa Cruz, Adam Booth, comparou a decisão do Papa Francisco de estabelecer o "Domingo da Palavra de Deus" à instituição dos Mistérios Luminosos do Papa João Paulo II